# Котовський район (Красноградська округа)
Кото́вський (Коті́вський) райо́н — адміністративно-територіальна одиниця УСРР з центром у селищі Котове, утворена 7 березня 1923 у складі Красноградської округи з Ряської волості Красноградського повіту Полтавської губернії та Бузівської, Жданівської і Котівської волостей Новомосковського повіту Катеринославської губернії загальною площею 308 верст² (~350,5 км²) з населенням 31 826 людей.
Станом на 7 вересня 1923 року район складався з 10 сільрад: Богданівської, Бузівської, Жданівської, Заплавської, Йосипівської, Ковпаківської, Котовської, Крамарської (Крамарківської), Оленівської, Ряської (с. Ряське) — загальною чисельністю 32 454 жителі. 
3 червня 1925 року Красноградську округу було розформовано. Більшу частину Котовського району у межах колишніх Бузівської, Жданівської і Котівської волостей було передано Катеринославській окрузі, де він продовжив існування, а решту Котовського району (колишня Ряська волость) віднесено до Полтавської округи. 1930 року Катеринославську округу, як і інші округи в УСРР було ліквідовано, і Котовський район перейшов у пряме підпорядкування уряду Української СРР у Харкові. 1935 року район увійшов до складу Дніпропетровської області. З 1 вересня 1942 року по 21 вересня 1943 року район належав до Петриківського ґебіту генеральної округи Дніпропетровськ. Після вигнання німецьких загарбників район знову у складі Дніпропетровської області. 
30.09.1958 року Котовський район розформовано з приєднанням його території до Магдалинівського та Царичанського р-ну.